# 希羅凱 (頓涅茨克區)
47°57′27″N 38°13′51″E / 47.95750°N 38.23083°E
希羅凯（烏克蘭語：Широке），或按俄语译作希罗科耶，是烏克蘭東部頓涅茨克州顿涅茨克区哈尔齐兹克市镇内的市級鎮。距離頓涅茨克32公里，海拔高度164米，2011年該市級鎮人口829。